# Semiothisa kanshireiensis
Semiothisa kanshireiensis là một loài bướm đêm trong họ Geometridae.